# Jean Goulin
Pour les articles homonymes, voir Goulin.
 (juin 2012).
 (octobre 2021).
Jean Goulin, né à Reims le 10 janvier 1728 et mort à Paris le 11 floréal an VII (30 avril 1799), est un encyclopédiste et professeur d’histoire médicale à l’École de médecine de Paris. L'essentiel de ses travaux portent sur la littérature médicale.

## Biographie
Jean Goulin est né le 10 juin 1728 à Reims, de Denis Goulin et Jeanne Jacqueline Émond, rue des Telliers, face au portail de l'église Saint Pierre.
Son père, qui exerçait la profession de marchand et tailleur d'habits, mourut très jeune et ne lui laissa point de fortune. Il fut donc élevé par sa mère, qui employa ses faibles ressources pour qu'il poursuive ses études dans un collège catholique de Reims.
Il eut aussi le bonheur d'étudier sous la conduite d'un grand maître habile qui s'est fait un nom dans la république des lettres, l'abbé Charles Batteux, alors professeur d'éloquence au collège de Navarre à Paris, dont Jean Goulin dira plus tard qu'il était trop tourmenté par l'ambition pour se consacrer suffisamment à ses élèves.
Jean Goulin s'intéressa à la littérature, notamment grecque et latine, qu'il lisait dans le texte (Horace, Térence, Quintilien… ).
Il revenait toujours à ses auteurs classiques, et avec eux à quelques autres ouvrages tels que Les Caractères de Jean de La Bruyère, les œuvres de John Locke et de Jean Pierre de Crousaz, ou encore celles de l'abbaye de Port-Royal.
Il s'était lié avec quelques jeunes gens de son âge avec qui il se divertissait. Ainsi, chacun d'eux, à jour fixe, était chargé de réciter un certain nombre de vers latins ou grecs appris par cœur et traduits, ce qui donnait lieu quelquefois, d'après Jean Goulin : « à des propos gaillards dont nous ne nous ne sentions nullement coupables, d'ailleurs nous ne savions pas encore qu'on pouvait être prêtre, curé, évêque, cardinal même, et avec tous ces titres, ne pas croire en Dieu… ».
Après deux années de philosophie, il fallut qu'il choisisse un métier. Son excellente éducation le rendait propre à l'exercice de toutes les professions qui exigent des études. Sa mère souhaitait qu'il entre dans les ordres, mais Jean Goulin s'y refusa : "en signant, j'aurais agi contre mon bonheur et ma conscience".
À défaut, on lui fit entrevoir la noblesse et la dignité de la profession d'avocat : son goût l'y portait volontiers, mais cela représentait une dépense de plusieurs années à laquelle sa mère était hors d'état de pourvoir. Il renonça donc à suivre cette carrière dans laquelle il fallait alors beaucoup semer avant de recueillir.
On s'occupa cependant des moyens de l'initier à cette activité en le plaçant chez un de ces officiers publics qu'on appelait procureurs et où l'on apprenait que trop souvent l'art cruel de s'enrichir des dépouilles de la veuve et de l'orphelin. On avait donc choisi un coryphée du parti janséniste chez lequel Jean Goulin devait apprendre les détours de la chicane, mais l'arrestation de ce chef fit échouer des vues qu'on croyait permettre à Jean Goulin de mener à la fortune.
Alors qu'il voulait faire médecin, on se rendit compte que ces études coûtaient bien trop cher. On se tourna alors du côté des fermiers généraux. Malheureusement, il n'avait pas encore l'âge requis pour être reçu commis aux aides. on le plaça en attendant chez un homme de loi, spécialisé dans ce type d'affaires.
Voila donc un jeune homme qui savait par cœur les auteurs grecs et latins occupés à rédiger des exploits et des procédures. Mais l'iniquité des commis, leurs exactions atroces dont il trouvait la preuve-même dans leurs procès-verbaux, révoltèrent tellement Jean Goulin qu'il quitta brusquement ses fonctions.
Sa mère, douée de sentiments élevés, et qui n'avait consenti à le voir ainsi placé qu'à défaut d'autres ressources, lui permit de chercher une occupation plus analogue à sa probité et à ses connaissances. Jean Goulin imagina donc d'avoir recours à son ancien professeur de collège : l'abbé Charles Batteux. Il lui écrivit en lui demandant une place d'instituteur dans quelques collèges ou pensions. Après un premier refus, il insista une seconde fois et peu de temps après, il lui trouva une place de répétiteur chez un maître de pension, avec les modiques appointements de 100 francs par an.
Jean Goulin accepta cette proposition et entra dans cette fonction le 26 mars 1747 ; il avait alors 19 ans.
Il y avait six mois qu'il partageait son temps entre les devoirs de la place et ses études favorites des auteurs classiques, lorsque réfléchissant sur la profession qu'il voulait définitivement embrasser, il tourna ses vues du côté de la médecine qu'il crut pouvoir apprendre en même temps qu'il se consacrait à l'éducation. La médecine ne lui était, d'ailleurs, pas tout à fait étrangère, car il avait déjà composé un vocabulaire grec, latin et français de tous les termes médicaux qu'il avait rencontrés dans ses lectures.
En vain, l'abbé Charles Batteux, à qui il communiqua cette idée, voulut-il l'en détourner, car il le destinait au séminaire. Mais Jean Goulin préféra se brouiller avec lui plutôt que de renoncer à son projet ,et il se mit à l'étude de cette science.
Pendant qu'il s'adonnait avec ardeur à la médecine, un affront injuste qu'il essuya, une fausse accusation portée contre lui, un traitement indigne de la part du maître chez lequel il demeurait en qualité d'instituteur le plongea dans un délire mélancolique et le détermina à choisir la voie des ordres monastiques.
Il avait un oncle bénédictin à la basilique Saint-Denis, il alla le trouver et lui fit part de son projet qu'il regardait comme une inspiration du ciel et dont rien ne pouvait le détourner. Le prudent religieux, après l'avoir écouté tranquillement, lui répondit : "vous n'êtes pas fait pour vivre dans un cloître, vous vous repentiriez de votre démarche. [...]Allez trouver Dom Fouquet que vous connaissez et qui est ici, voyez-le, parlez-lui, contez-lui vos chagrins et suivez son avis".
Il y alla et Dom Fouquet l'écouta, puis lui conseilla de retourner à Paris, d'y chercher une place et de revenir le voir dans six mois, s'il était dans les mêmes sentiments.
Jean Goulin n'était déjà pas encore de retour à Paris qu'il ne songeait plus à l'état monacal pour lequel quatre heures auparavant il croyait avoir une vocation marquée.
Peu de temps après, un de ses anciens camarades lui procura une nouvelle place de répétiteur chez un maître de pension dont il trace un portrait affreux et qu'il appelle le Gorgilius Plagosus d'Horace. Voici pourtant un trait de caractère de ce maître qui prouve qu'il avait des sentiments et qu'il savait apprécié le mérite.
Dans une de ses brusqueries ordinaires, il s'avisa un jour d'appeler Jean Goulin "bête" devant ses écoliers qui en rirent. "Ce rire", lui dit Jean Goulin, "est la satire de votre injure et la preuve de l'avilissement de l'état que j'exerce, profitez de la leçon".
Le maître en profita réellement, car il le fit venir chez lui, lui fit des excuses et le regarda depuis comme un autre lui-même, au point qu'il lui confia sa maison et toutes ses affaires pendant un voyage d'un mois qu'il fit dans son pays d'origine.
Malgré la vie dure qu'il menait et quoiqu'il fût obligé de sacrifier une partie de la nuit à ses études, Jean Goulin resta 18 mois dans cette pension. Ayant atteint 22 ans, âge où il lui semblait qu'il dût jouir de la plus brillante santé, il se sentit tout à coup affaissé et perdit l'appétit. Sa digestion devint pénible et bientôt nulle. À peine pouvait-il se tenir sur ses jambes. Il dépérissait à vue d'œil, sans doute triste et funeste effet de ses veilles et études trop longtemps prolongées.
Mais au moyen du repos et surtout de la cessation du travail d'esprit, il parvint à se rétablir et entra dans une autre pension où il resta deux années avant de la quitter pour être tout à fait libre en donnant des leçons en ville à des écoliers que ses connaissances et amis lui procurèrent.
En 1753 (il a 25 ans), une personne qui s'intéressait à son sort, sollicita pour lui une place qu'il aurait pu remplir sans cesser ses études de médecine, il ne fallait pour cela qu'un mot de l'abbé Batteux, qui lui refusa cette recommandation. Il n'eut donc pas cette place. Cette anecdote explique sans doute les sentiments amers de Jean Goulin envers son ancien protecteur.
Jean Goulin employa les hivers 1753, 1754 et 1755 à l'étude de l'anatomie dans l'amphithéâtre du docteur Antoine Ferrein de la Faculté de Médecine et à celle du Jardin des Plantes. Il suivait, en même temps, avec exactitude, les cours de l'Hôtel-Dieu. Il y fut attaqué d'une galle opiniâtre et suppurante qui l'obligea à garder la chambre pendant six semaines et lui fit perdre toutes les répétitions qu'il avait en ville. Il fit alors un voyage à Reims pour chercher de l'aide, mais les soutiens sur lesquels il comptait lui ayant manqué, il fut forcé de vendre sa bibliothèque composée de 500 à 600 volumes, ne conservant que ceux relatifs à la médecine. Il se défit aussi peu à peu de ses autres meubles et effets. Il renonça enfin au projet qu'il avait formé d'entrer en licence dans la Faculté de Médecine de Paris.
Il semblerait cependant qu'il se fit recevoir plus tard docteur dans une autre faculté, puisque dans une lettre sur le médecin Philippe Hecquet insérée dans le journal de médecine de 1762, il prend le titre de docteur en médecine. Mais cette question n'est pas vraiment éclaircie, car le médecin De Villiers a écrit dans un de ses livres : « Jean Goulin qui se dit docteur et médecin, et ne l'est pas… ».
Cependant, cette dernière affirmation de De Villiers est démentie par un ouvrage récent paru en 1997 à Oxford : The Medical World of Eighteenth-Century France, dans lequel deux historiens de la médecine, les professeurs Colin Jones et Laurence Brockliss, indiquent (p. 563, note 42) que Jean Goulin a écrit un journal d'observations hospitalières entre 1754 et 1755. Conservé à la Bibliothèque municipale de Reims (MS 1073) ; l'existence de ce journal permettant de penser que Jean Goulin a passé son doctorat de médecine à la faculté de Reims.
Rappelons que pendant l'Ancien Régime, les jeunes médecins sans fortune ne pouvaient pas s'inscrire à la Faculté de Médecine de Paris, car le coût d'entrée y était très élevé. Or, sans doctorat délivré par la Faculté de Paris, personne ne pouvait pratiquer la médecine dans cette ville et ses faubourgs. C'est probablement pour cette raison que Jean Goulin n'a jamais pratiqué la médecine dans la Capitale avant la Révolution et a dû se limiter à la publication d'ouvrages médicinaux.
En 1756, Jean Goulin a pu enfin retrouver une place de précepteur dans une famille qui lui procura 600 livres d'honoraires et le tira de la misère où il était. Il donna en même temps des leçons de latin à une personne aisée qui le récompensa bien.
En 1757, il traduisit la thèse de Falconet, médecin du roi, sur l'appareil latéral, insérée dans le second volume de la collection des thèses donnée par Macquart en 1759. Puis en 1758, il fit de même pour la dissertation de Castell sur "l'insensibilité des tendons, des ligaments, du périoste et du péricrâne".
En 1760, il participa à la révision du dictionnaire des rimes de César Pierre Richelet.
Le bénéfice qu'il retira de ces différents travaux, joint à ses appointements de précepteur, fit qu'il avait retrouvé une certaine opulence à la fin de l'année 1760 et crut pouvoir recouvrer sa liberté en renonçant à son état de précepteur qui lui déplaisait tellement au point qu'il répétait souvent que s'il avait un fils dont il fut mécontent, il le punirait en l'obligeant à embrasser cet profession.
Ce n'est pas que Jean Goulin crut qu'un homme s'avilissait en instruisant les autres ; il regardait au contraire comme très honnête cette fonction, mais il était indigné du peu de considération qu'on accordait, dans nombre de maisons, à cette personne, qu'on regardait, tout au plus, comme un premier domestique.
En 1760, redevenu libre à l'âge de 34 ans, Jean Goulin commença à travailler en littérature avec intérêt et assez lucrativement pour vivre sans autre ressource.
"Mon travail", dit-il "m'aurait procuré une honnête aisance si ma bonne foi, mon désintéressement n'avaient réduit de beaucoup le fruit de mes veilles. J'ai fait beaucoup d'affaires avec les libraires ; très peu ont rempli envers moi leurs engagements. Tous ensemble ou séparément m'ont frustré de près de 20 000 livres en quinze ans." Sur cette question, l'auteur de cette biographie considère que Jean Goulin est certainement injuste vis-à-vis des libraires parisiens de l'époque.
En 1761, Jean Goulin révisa l'ouvrage intitulé l'Agronome, qui était tiré de celui intitulé Manuel des Dames de la Charité.
Jusqu'en 1762, il rédigea les Annales typographiques, concurremment avec Roux et Darcet ; la même année, il fit la révision de l'abrégé du Dictionnaire de Trévoux et participa à la rédaction du Dictionnaire domestique portatif de cuisine, d'office et de distillation depuis la page 285 du premier volume jusqu'à la fin, et pour les trois premiers du 2e volume.
En 1762, il effectua également la révision de l'ouvrage L'Imitation de J.C., rédigée par le Père Morel.
En 1763, il abandonna la rédaction de l'ouvrage culinaire qu'il avait commencé et il rendit au libraire Vincent le traité fait entre Aubert de la Chenaye des Bois, Auguste Roux et lui-même. Cet abandon se traduisit pour Jean Goulin par plusieurs tracasseries qu'il eut avec François-Alexandre Aubert de la Chenaye Des Bois qu'il maltraite fort à ce sujet (à tort ou à raison).
Le troisième volume de ce dictionnaire est paru en 1764.
En 1766, il épousa Françoise Mélanie Paris, fille cadette de Claude Paris, célèbre artisan opticien, né vers 1703 à Paris (Chaillot) et mort vers 1763 (Jean Goulin vivait avec cette famille depuis 1752).
Les nombreux détails que Jean Goulin rapporte dans ses mémoires au sujet de son épouse, quoique vraisemblables, sont tout à fait romanesques.
Adonné tout entier aux travaux d'écriture, travaillant jusqu'à seize à dix-huit heures par jour, Jean Goulin passa cependant les premières années de son mariage avec juste assez de revenus pour vivre sans même pouvoir rien économiser.
En 1771, Jean Etienne Guettard lui fit proposer une place de médecin auprès d'un comte Palatin, parent du roi de Pologne ; il la refusa.
L'année suivante, il avait 44 ans, il perdit sa femme dont il avait eu deux enfants morts en bas âge. Cette perte lui fut très sensible ; il se retrouva isolé, abandonné de ses parents, réduit à chercher une consolation dans ses livres et dans son travail.
Les années 1773 et 1774 furent très dures pour Jean Goulin. « Le fainéant qui par choix exerce le vil métier de mendiant était », dit-il « plus sûr de ses ressources que moi dans ces années désastreuses », car, chargé de près de mille écus de dettes qu'il ignorait, il perdit encore, peu après, 2 000 francs que lui devaient deux particuliers et au paiement desquels il ne put les contraindre à défaut de titres valides.
En 1775, il a fait publier l'ouvrage qui lui a acquis le plus d'honneur et qui l'a fait connaître comme un des plus savants et des plus habiles bibliographes en anatomie, médecine et chirurgie de son temps. Cet ouvrage intitulé Mémoires Littéraires, Critiques, Philosophiques, Biographiques et Bibliographiques pour servir l'Histoire ancienne et moderne de la Médecine lui mérita les plus grands éloges dans tous les journaux et son association au collège de médecine de Nancy.
Malheureusement, le goût pour la littérature ancienne, surtout médicale, n'était pas alors plus ardent qu'il ne l'est aujourd'hui. Aussi, le libraire, faute d'un nombre suffisant de souscripteurs, se vit-il forcé, la seconde année, d'abandonner l'édition de cet ouvrage ambitieux.
Mais Jean Goulin voulut le forcer à remplir ses engagements et finir la seconde année. Pour ce faire, il fit le sacrifice de ses honoraires (480 francs) et engagea un procès contre le libraire, qu'il gagna, et ce dernier dut imprimer les douze feuillets du second volume déjà livrés par Jean Goulin. Mais cette publication s'arrêtera là…
En 1777, les divers travaux littéraires menés par Jean Goulin ne lui étant pas été très lucratifs, il vendit à G… de F… sa bibliothèque composée d'environ 3 600 volumes contre une rente viagère de 600 livres (il s'était cependant réservé le droit d'en jouir le reste de sa vie).
En 1780, Jean Goulin ne pouvant résister aux instances réitérées de G… de F… vint s'installer chez lui avec sa bibliothèque. C'est là qu'il a commencé à apprendre l'arabe afin de pouvoir étudier les auteurs anciens.
Deux ans plus tard, lorsqu'il eut pris la résolution de se retirer dans le village de Mennecy-Villeroy, G… de F… se fâcha et Jean Goulin décida de renoncer à son droit de jouissance sur la bibliothèque.
Plus tard en 1790, il aura un nouveau un litige avec G… de F… qui considérera que tous les livres acquis par Jean Goulin depuis 1782 lui appartiennent également. Ce litige sera résolu par le versement d'une somme de 780 francs correspondant à la retenue des vingtièmes (Impôt sur le revenu de l'époque).
En 1782, Jean Goulin, âgé de 52 ans, se trouva réduit à la rente viagère de F… de G… car dans le même temps il avait cessé de travailler au Journal de la Médecine qui lui rapportait pourtant aussi près de 600 francs par an. Dans sa détresse, il prit le parti de vivre jusqu'à la fin de ses jours à Mennecy-Villeroy mais ne pouvant plus, à cause de la perte de ses livres, se consacrer à ses anciennes études, il en imagina d'apprendre l'arabe, afin de lire, dans le texte original, les auteurs, comme Avicenne, dont la traduction latine est inintelligible.
Vers la fin de novembre 1783, Jean Goulin quitta Mennecy pour se fixer à nouveau à Paris et travailler, en l'échange de 480 francs par an, comme journaliste littéraire avec l'abbé de Fontenay aux Affiches de Province, revue dont ce dernier était propriétaire et principal rédacteur.
En 1784, Jean Goulin déçu par son entourage écrira : « Dans tous les temps on ne s'est guère avancé qu'avec des protections, en s'intriguant, en s'agitant, en faisant humblement sa cour aux gens supérieurs, en caressant bassement leurs valets, en se montrant souple et rampant. C'est par ces voies adroitement ménagées qu'on obtient des grâces, des places, des pensions. L'homme honnête qui ne veut pas employer ces voies reste inconnu et vit en paix dans son étroit réduit mais aussi, sa conscience ne lui reproche aucune démarche dont il puisse rougir ».
Jusqu'en décembre 1787, Jean Goulin travailla pour le journal littéraire Les Affiches de Province mais n'ayant reçu pour toute cette période que 408 francs, il le quitta : « ne voulant être plus longtemps la dupe de cet ex-jésuite qu'est l'abbé de Fontenay ... » (En contrepartie, cependant, il retira de ce travail la reconstitution de sa bibliothèque puisqu'il avait été convenu qu'il gardait tous les livres dont il rédigeait des notices.
C'est dans le courant de l'année 1785 que le médecin Félix Vic-d'Azyr lui proposera pour la première fois de rédiger pour l'Encyclopédie la biographie des anciens médecins, mais ce n'est qu'en 1789 que Jean Goulin s'est entièrement consacré à ce travail.
Le 11 avril 1789, l'éditeur parisien Charles Joseph Panckoucke vint le trouver. Il lui lut un projet d'arrangement qu'il avait rédigé pour accélérer la publication des articles médicinaux de l'Encyclopédie. Projet qu'il avait l'intention de soumettre à l'examen des auteurs de ces articles et de faire signer par chacun d'eux. En effet, Félix Vic-d'Azyr avait décidé d'abandonner cette responsabilité que ces grandes occupations ne lui permettaient plus d'assurer et il avait jeté les yeux sur Jean Goulin qu'il croyait seul en état de remplir cette tâche.
Ce dernier n'accepta qu'à condition d'être approuvé par la grande pluralité des suffrages de l'assemblée des auteurs. L'assemblée eut lieu le jour même et  Félix Vic-d'Azyr annonça sa décision d'abandonner sa charge d'éditeur et proposa Jean Goulin. Tout le monde applaudit et d'une voix unanime il fut choisi pour le remplacer.
Il semblait qu'il n'y avait plus à revenir sur ce choix, lorsque le 1er juin suivant, Jean Goulin reçut un billet qui lui annonçait une nouvelle assemblée pour le quatre juin chez Vicq d'Azyr car une partie des auteurs souhaitaient que ce dernier reprenne sa place.
À la suite d'une nouvelle rencontre avec Charles Joseph Panckoucke, Jean Goulin proposa à l'instant de donner sa démission malgré la proposition de Vic d'Azyr d'être coéditeur avec lui. « Je ne le veux, ni le peux » répliqua Jean Goulin et ils se quittèrent fâchés.
Jean Goulin n'alla pas à l'assemblée, mais il sut qu'on n'avait rien décidé. Finalement le 16 juin, Jean Goulin accepta finalement d'être coéditeur avec Vic d'Azyr, aux conditions suivantes : leurs noms apparaîtraient sur chaque volume et ils partageraient les honoraires.
En 1790, il fut admis dans un club des amis de la constitution les Nomophiles, dont il fut le premier secrétaire. Mais, cette société où il resta peu, n'était qu'une plate singerie du fameux club des Jacobins.
Au mois de septembre de la même année, dans une conversation que Jean Goulin eut avec Vicq D'Azyr membre éminent de la société de Médecine, celui-ci lui dit qu'il avait eu beaucoup de peine, depuis quelque temps à faire agréer un nouveau règlement par la société. Enfin ajoute-t-il : « il y aura 48 membres dont 40 médecins et huit autres pris dans des classes analogues ». Alors Jean Goulin lui dit avec vivacité : « Et bien, je vous demande instamment la première place parmi ces huit, pour… ». En disant cela il vit bien la mine de Vic d'Azyr qui crut qu'il parlait pour lui-même et reprit : « je ne hasarde point en ma faveur des demandes indiscrètes d'un ton aussi décidé. Je vous demande cette place pour M. Jean-Baptiste Huzard ». Et Vicq D'Azyr convint que cet habile vétérinaire serait pour la société d'une grande utilité.
L'article de l'Encyclopédie qui fait le plus d'honneur à Jean Goulin est celui intitulé : Anciens Médecins qui a été imprimé en 1791. Ce travail qui consistait à présenter les principaux médecins suivant le temps où ils avaient brillé, lui coûta beaucoup de peine. « Vingt fois » dit-il « je fus prêt à renoncer à ce pénible ouvrage ». Mais il le finit le 30 juin 1790 après six mois de travail assidu.
Le 17 thermidor an I (4 août 1793), une carte de sûreté a été établie à son nom (Archives Nationales - Sous-série F 7 "Police générale" (1789-1985) - cote: 152324 - carton: F7/4807 - no 0032), Jean Goulin habitait alors au no 477, rue de la Harpe ; il était anciennement domicilié rue des Petites-Écuries.
En pluviôse de l'an III, Jean Goulin apprit qu'au comité d'Instruction Publique on l'avait proposé pour être porté sur le régime des gratifications comme homme de lettres et que le comité paraissait favorablement disposé à son égard. Un de ses membres l'assura même lorsqu'il se présenta au comité avec un mémoire à ce sujet qu'il était de ceux qui avaient mérité, par son travail, les regards de la Convention et que son mémoire aurait son effet. Le malheur qui a souvent poursuivi Jean Goulin, fit que cet effet n'eut pas lieu ce qui lui ôta encore une ressource sur laquelle il estimait devoir compter.
Dans la même année, il postula pour une place d'employé dans un dépôt littéraire National (il était âgé de 68 ans !). Il était pour ainsi dire sans pain : « Il faudra dire bientôt que je meure de faim. Je saurais mourir mais il est certain que je ne pourrais payer les quatre francs qu'on me demande pour me garder ». Mais cette fois il obtint ce qu'il demandait et entra au dépôt de la rue Antoine où il fut très gracieusement accueilli par le citoyen Hubert-Pascal Ameilhon, directeur de cette institution chargée de préserver les 800 000 livres confisqués par la République aux institutions de l'Ancien Régime, congrégations religieuses et bibliothèques particulières.
Personne n'était plus assidu au travail que Jean Goulin. En vingt jours, il a fait sur des fiches plus de 1 500 inscriptions d'ouvrages grecs et latins (Je l'ai vu, lorsque je faisais des recherches dans ce dépôt, ne pas quitter un moment l'ouvrage et occupé constamment à remplir ses devoirs).
Cette même année, une espèce de fortune (suivant sa propre expression) survint car il fut nommé, le 2 Messidor an III, professeur d'Histoire de la Médecine à la faculté de Paris. Rappelons que, par le passé, il avait essuyé un refus pour le poste de responsable de la bibliothèque de cette même école du fait de son grand âge.
« Il y a » dit Jean Goulin, quand il reçut cette nouvelle : « certaines choses que j'ignore relativement à cette place, mais ce que ne j'ignore pas, c'est qu'il faut la remplir avec honneur, avec exactitude et avec zèle. … Je dois donc dès ce moment rassembler toutes mes idées, tout ce que j'ai de forces encore existantes pour répondre à la confiance qu'on a en moi. Ce qui me rassure, c'est que je vais parcourir une carrière dont je me suis frayé à moi-même le chemin ».
À partir de 1794, il y eut de nouveaux arrangements concernant la parution de l'Encyclopédie médicale, Jean Goulin est devenu éditeur des volumes impairs et le professeur Paul-Augustin-Olivier Mahon (spécialiste de la médecine légale) des volumes pairs.
Jean Goulin commença son premier cours à la faculté de Médecine de Paris le 4 Messidor de l'an IV avec beaucoup d'exactitude et de désintéressement. Ainsi, un jour, s'étant trompé sur l'heure et n'ayant plus trouvé d'élèves lorsqu'il arriva, il était au désespoir et le citoyen Michel Augustin Thouret, directeur et professeur de l'école de médecine, qu'il rencontra et à qui il fit part de son chagrin, ne put le consoler et Jean Goulin répétait : « ma faute est d'autant plus grave, qu'elle est irréparable… ».
Il ne réalisa que trois sessions annuelles à la faculté de Médecine de Paris, car, alors qu'il se disposait à commencer son quatrième cours (après l'avoir revu et enrichi comme à son habitude) la mort le surprit le 11 floréal an VII (30 avril 1799) à l'âge de 71 ans, après une maladie soporeuse qui avait duré 5 jours.
Jean Goulin, après sa mort, fut loué comme un des bienfaiteurs de la Bibliothèque nationale car il y avait déposé une vingtaine d'ouvrages rares.
Toute sa vie, il s'en est toujours tenu à une grande rigueur morale. Ainsi, lorsqu'il était journaliste littéraire, quel que fût l'avantage qu'on lui proposa, tout manuscrit qui portait la livrée du charlatanisme était renvoyé à l'auteur à qui il faisait dire qu'une semblable ressource pour gagner de l'argent avilissait celui qui s'en servait. De même, dans les journaux auxquels il a travaillé, n'a-t-il jamais voulu faire la moindre annonce qui put laisser croire qu'il était payé pour prôner un remède qu'on voulait accréditer.
Soit dans sa mise extérieure, soit dans ses manières et son langage, Jean Goulin était très simple et très uni. Par ailleurs, son esprit était tellement rempli de ses préoccupations littéraires qu'il se livrait moins qu'un autre aux distractions ordinaires de la vie.
Par ailleurs, le désordre qui régnait dans la chambre qu'il occupait habituellement, le mélange d'objets tout à fait disparates qu'on y trouvait, annonçaient qu'il n'y avait d'ordre que dans ses idées et dans ses livres.
Lorsqu'il cherchait l'interprétation d'un passage grec ou latin et qu'il était longtemps sans en trouver une qui lui convint, il se mettait au lit, fût-ce en plein midi, et là, dans un calme parfait, tout entier à la méditation, il passait un, deux ou trois jours, excepté le temps des repas et du sommeil, dans un travail continuel jusqu'à ce qu'une interprétation convenable s'offrit à sa pensée.
Il fut membre des anciennes académies de La Rochelle, Angers, Nîmes, Lyon, Caen, Toulouse, Villefranche et Châlons-sur-Marne ; de la Société patriotique de Hesse-Hombourg dont il fut à Paris secrétaire général et de celle des Antiquités de Cassel. La société médicale d'émulation l'a aussi admis dans son sein le 5 fructidor de l'an VI (peu de temps avant sa mort).
La Révolution trouva en Jean Goulin un partisan d'autant plus chaud qu'il la désirait depuis longtemps et qu'il l'avait presque prédite. Car à la tête du premier d'un de ces premiers volumes (édité en 1783) on lit (écrit de sa main) : Jean Goulin né à Reims le 10 janvier 1728, républicain depuis plus de trente-cinq ans.
Ses défauts tenaient à l'âpreté de son caractère. On le trouvait aigre dans la dispute, prompt à l'attaque, dur à la réplique, ardent à contredire, tranchant dans la discussion et obstiné dans l'assertion. Si on remonte à la source de ses défauts, on verra qu'ils partaient d'un bon principe : il s'indignait de l'injustice des hommes jusque dans la distribution de la renommée et des récompenses. Il s'indignait aussi lorsqu'il voyait le nouvel initié parvenir à la place due au savant laborieux ou quand il voyait les « brigues » l'emporter sur le vrai mérite.
Quoiqu'il vécût habituellement plutôt dans la détresse que dans l'aisance, il paraissait toujours content. « Je ne possède » disait-il « ni terre, ni pré, ni maisons, ce dénuement ne me rend point malheureux parce que je n'ai jamais soupiré après les richesses ».
Bon, humain, plein de probité et de désintéressement, il fut et demeura constamment jusqu'à sa mort l'ami de plusieurs gens de lettres qui rendaient justice à ses grandes connaissances littéraires et dont la plupart, plaignant sa destinée malheureuse, cherchaient, par toutes sortes de moyens, à l'adoucir.
Ce qu'il y a de singulier, c'est que le journal de sa vie est plein de petites minuties et est mélangé de vers grecs ou latins analogues au trait qu'il rapporte ou au sujet dont il parle.
Tels sont, les quelques traits de la vie très riche de Jean Goulin, dont Pierre Sue a puisé les détails épars dans cinq à six gros volumes où il marquait jour par jour et presque heure par heure tout ce qu'il disait, faisait ou écrivait, tout ce qui lui arrivait en bien ou en mal, tout ce qui se passait sous ses yeux, pendant le cours de la journée et même pendant la nuit lorsqu'il ne dormait pas.